# Chúng ta của 8 năm sau
Chúng ta của 8 năm sau (tên cũ: Ánh dương rực rỡ) là một bộ phim truyền hình được thực hiện bởi Trung tâm Phim truyền hình Việt Nam, Đài Truyền hình Việt Nam do Bùi Tiến Huy làm đạo diễn. Phim phát sóng vào lúc 21h40 từ thứ 2 đến thứ 4 hàng tuần bắt đầu từ ngày 6 tháng 11 năm 2023 và kết thúc vào ngày 6 tháng 3 năm 2024 trên kênh VTV3.
Bộ phim gồm 2 phần phát sóng liên tiếp với tổng số tập là 51.

## Nội dung
Chúng ta của 8 năm sau xoay quanh câu chuyện của bốn người bạn thân gồm Mai Dương, Lâm, Tùng và Nguyệt. Ở thời thanh xuân, họ là hai cặp đôi, họ đã có khoảng thời gian yêu đương, sống hết mình cho một tuổi trẻ đầy đáng nhớ. Tuy nhiên, những biến cố xảy ra khiến họ có những sự thay đổi sau 8 năm. Mai Dương – từ một cô gái rực rỡ, tươi vui, đáng yêu nhưng trải qua biến cố, trưởng thành lại là một cô gái sống bất cần, không niềm tin, không hy vọng. Lâm – chàng trai mà thời trẻ tự tin có năng lực, có khát vọng, nhưng giữa những cơn nguy khốn, anh đã lựa chọn từ bỏ tình yêu, chấp nhận làm tổn thương người mình yêu nhất. Trong khi đó Nguyệt và Tùng từng yêu nhau say đắm như ở hiện tại, khi đã kết hôn và có con, cả hai lại đối diện với những sóng gió mới...

## Diễn viên

### Vai chính
- Hoàng Hà trong vai Mai Dương[8][9]
  - Phan Minh Huyền trong vai Mai Dương (lúc lớn)[10][11]
- Trần Quốc Anh trong vai Lâm[8][12]
  - Mạnh Trường trong vai Lâm (lúc lớn)[13][14]
- Nguyễn Hoàng Ngọc Huyền trong vai Nguyệt
  - Nguyễn Quỳnh trong vai Nguyệt (lúc lớn)
- Trần Nghĩa trong vai Tùng
  - Trần Quốc Anh (B Trần) trong vai Tùng (lúc lớn)
- Khôi Trần trong vai Giang
- Phùng Đức Hiếu trong vai Tuấn
- Thùy Anh trong vai Như Ý
- Trung Anh trong vai Ông Quảng
- Đức Khuê trong vai Ông Lực
- Thúy Hà trong vai Bà Hòa
- Chu Diệp Anh trong vai Lan Nhi
- Nguyễn Ngọc An Nhiên trong vai Bé Cam

### Vai phụ
- Đỗ Thanh Tùng trong vai Đức
- Thanh Huyền trong vai Tâm
- Nguyễn Huyền Trang trong vai Ái Phi
- Lý Chí Huy trong vai Lộc
- Phùng Khánh Linh trong vai Dung
- Thu Huyền trong vai Du
- Cù Thị Trà trong vai Anh Thu
- Tuấn Cường trong vai Đại
- Lưu Duy Khánh trong vai Quân
- Trương Thu Hà trong vai Bà Loan
- Hồ Phong trong vai Trần Gia Khiêm
- Zoe Bùi Như Quỳnh trong vai Mai
- Nguyễn Xuân Thắng trong vai Bách
- Vũ Thủy trong vai "Phương"
- Phan Thắng trong vai Đoàn
- Nguyễn Văn Báu trong vai Bố Lâm
- Vân Anh trong vai Mẹ Lâm
- Nguyễn Huyền Trang trong vai "Mẹ Tuấn"
- Phương Hạnh trong vai Mẹ Tùng
- Phú Thăng trong vai Ông Sơn

Cùng một số diễn viên khác...

## Nhạc phim
- Đôi mươi

Sáng tác và thể hiện: Hoàng Dũng
- Cơn mưa rào

Sáng tác: Hứa Kim Tuyền
Thể hiện: Văn Mai Hương, Negav
- Những lời hứa bỏ quên

Sáng tác: Dear Jane, Vũ
Thể hiện: Vũ
- Hơn cả yêu

Sáng tác: Khắc Hưng
Thể hiện: Đức Phúc

## Sản xuất và phát sóng
Chúng ta của 8 năm sau do Bùi Tiến Huy đảm nhận vai trò đạo diễn, kịch bản được chấp bút bởi Trịnh Khánh Hà và Nguyễn Thu Thủy. Bộ phim chính thức khai máy vào ngày 20 tháng 7 năm 2023 và đóng máy ngày 4 tháng 2 năm 2024, với tổng cộng 7 tháng ghi hình.
Hoàng Hà, Trần Quốc Anh, Nguyễn Hoàng Ngọc Huyền và Trần Nghĩa lần lượt đảm nhận các vai chính trong phần 1. Đến phần 2, vai chính được chuyển giao cho Phan Minh Huyền, Mạnh Trường, B Trần và Nguyễn Quỳnh. Chúng ta của 8 năm sau đánh dấu sự trở lại màn ảnh VFC của B Trần; đây là vai chính đầu tay của anh sau 10 năm không xuất hiện trên màn ảnh nhỏ.
Buổi họp báo ra mắt bộ phim tổ chức tại Hà Nội vào ngày 27 tháng 10 năm 2023. Tác phẩm lên sóng VTV3 từ ngày 6 tháng 11 cùng năm, vào khung giờ 21h40 thứ 2, 3, 4 hàng tuần sau khi Biệt dược đen kết thúc.

## Thay đổi lịch phát sóng
Bộ phim đã hoãn phát sóng 3 tập từ ngày 12  đến ngày 14 tháng 2 năm 2024 để phát sóng các chương trình Tết của nhà đài.

## Giải thưởng và đề cử
| Năm  | Giải thưởng                                | Hạng mục                | Đề cử                        | Nhận giải   | Kết quả         | Tham khảo            |
| ---- | ------------------------------------------ | ----------------------- | ---------------------------- | ----------- | --------------- | -------------------- |
| 2024 | Giải Cánh Diều                             | Phim truyện truyền hình | —                            | bộ phim     | Đề cử           | [ 22 ] [ 23 ] [ 24 ] |
| 2025 | Liên hoan Truyền hình toàn quốc lần thứ 42 | Phim truyền hình        | Phim truyện truyền hình      | bộ phim     | Huy chương Vàng | [ 25 ]               |
| 2025 | Liên hoan Truyền hình toàn quốc lần thứ 42 | Phim truyền hình        | Nam diễn viên chính xuất sắc | Mạnh Trường | Đoạt giải       | [ 25 ]               |